# The Secret of the Telegian
The Secret of the Telegian este un film SF japonez din 1960 regizat de Jun Fukuda. În rolurile principale joacă actorii Koji Tsuruta, Akihiko Hirata, Yoshio Tsuchiya.